# Devil Hunter Yohko
Devil Hunter Yohko (魔物ハンター妖子, Mamono Hantā Yōko) é uma série anime criada pela Madhouse, produzida pela Toho, e publicada na América do Norte pela ADV Films. Devil Hunter Yohko foi o primeiro lançamento em VHS da ADV Films (então A.D. Vision). O co-fundador da ADV, Matt Greenfield, disse que a razão de Yohko ter sido escolhido para ser o primeiro lançamento foi porque "queríamos algo que fosse realmente muito original, que as pessoas iriam dizer: 'Uau! O que foi isso?', porque na época ninguém nos Estados Unidos tinha visto nada assim." A Toho relutantemente licenciou Devil Hunter Yohko para a ADV, tornando-se o primeiro título da ADV; embora Shozo Watanabe, gerente geral do escritório da Toho, em Los Angeles, tenha expressado a sua preocupação de que a ADV não seria capaz de lidar com a distribuição do filme, a Toho não foi capaz de encontrar um outro distribuidor, assim a ADV terminou por ser selecionada. A história foi adaptada para um mangá por Gaku Miyao. O anime foi relançado em DVD, em 2002, comemorando o décimo aniversário do seu lançamento original pela ADV.

## Sinopse
Devil Hunter Yohko é sobre uma garota de dezesseis anos louca por garotos chamada Yohko Mano, que expulsa os demônios da Terra. Yohko é dublada por Aya Hisakawa no diálogo original japonês. Na versão dublada em inglês ela recebe a voz de Amanda Winn-Lee.
Durante séculos, a família Mano tem eliminado demônios. A avó de Yohko, Madoka, é a 107ª Caçadora de Demônios, e mãe de Yohko, Sayoko, teria sido a 108ª, mas devido a um pequeno percalço: uma Caçadora de Demônios deve ser virgem para assumir o poder e responsabilidade. Sayoko engravidou antes de Madoka poder revelar o segredo da família, e por isso o trabalho recaiu para Yohko Mano, filha de Sayoko, que passa a ser a 108ª Caçadora de Demônios. Agora, como uma Caçadora de Demônios, Yohko deve enfrentar os demônios, enquanto tenta viver sua vida como um garota de colegial louca por rapazes.

## Personagens
Yohko Mano (真野 妖子 Mano Yōko)
- Vozes por: Aya Hisakawa (em japonês); Amanda Winn-Lee (em inglês)

A heroína do anime. Yohko Mano é uma aluna típica, que é louca por rapazes bonitos. Sua avó dá a Yohko a responsabilidade de ser a 108ª Caçadora de Demônios e continuar o legado de sua família de caçadores de demônios. Ela agora luta como uma caçadora contra os demônios que aparecem e interrompem a sua vida e arruinam suas chances de ficar sempre com o rapaz dos seus sonhos. Conforme a história vai se desenrolando, Yohko parece mais jovem. Na parte 1, foi desenhada com um monte de detalhes, dando-lhe um olhar maduro. Já na parte 6, menos detalhes e uma aparência mais jovem foram utilizadas.
Azusa Kanzaki (神崎 あづさ Kanzaki Azusa)
- Vozes por: Konami Yoshida (em japonês); Kimberly Yates (em inglês)

A ajudante ou aprendiz de Yohko. É uma caçadora de demônios em formação. Azusa é de uma aldeia da montanha e desceu buscando Yohko para ser treinada. Embora ela não seja uma lutadora habilidosa e pode ser um desastre, Azusa luta ao lado de Yohko como pode e continua a aprender como tornar-se igual a sua mestre, Yohko.
Madoka Mano (真野 マドカ Mano Madoka)
- Vozes por: Yuji Mitsuya (em japonês); Sharon Shawnessey (em inglês)

A avó de Yohko Mano e mãe de Sayoko Mano, mãe de Yohko. Era a 107ª Caçadora de Demônios, mas agora está velha demais para continuar a ser uma caçadora, embora ainda tenha alguma habilidade para a luta. Passa o título de Caçadora de Demônios para Yohko para dar continuidade ao legado da família.
Sayoko Mano (真野 小夜子 Sayoko Mano)
- Vozes por: Hiromi Tsuru (em japonês); Carol Amerson (em inglês)

A filha de Madoka Mano e mãe de Yohko Mano. Era para ser a 108ª Caçadora de Demônios, mas ficou grávida de Yohko (somente virgens podem tornar-se Caçadoras de Demônios). Tinha uma opinião muito franca e aberta sobre sexo e ainda deu a Yohko um pacote de preservativos no primeiro episódio. Esta atitude, como a maioria das coisas na série, depois foi muito atenuada nos episódios subsequentes.
Chikako Ogawa (小川 千賀子 Ogawa Chikako)
- Vozes por: Chieko Honda (em japonês); Tiffany Grant (em inglês)

A melhor amiga de Yohko. Chi (seu apelido) parece ter uma extensa rede de coleta de informações e fica sabendo da maior parte dos acontecimentos na escola. Geralmente fornece a Yohko informações (algumas vezes fotos) dos rapazes mais bonitos. Emprega-se como "empresária" de Yohko e auxilia Yohko como pode, embora não queira ser apanhada na linha de fogo.

### Personagens secundários
Haruka Mano (真野 ハルカ Mano Haruka)
- Vozes por: Noriko Hidaka (em japonês); Sue Ulu (em inglês)

A primeira Caçadora de Demônios da família Mano. É muito hábil como uma caçadora de demônios e é capaz de se defender e derrotar qualquer demônio, até mesmo o mais poderoso de todos os demônios, Tokima. Em vários trabalhos, é retratada em um uniforme branco de caçadora de demônios e tem os cabelos rosa. No anime no entanto, ela veste uma roupa de caçadora vermelha e tem o cabelo verde claro.
Tokima
- Vozes por: Issei Futamata (em japonês);

O mais forte de todos os demônios, Tokima é um dos primeiros demônios formidáveis e inimigo da família Mano. Tokima é muito poderoso e tem a capacidade de manipular o tempo e o espaço. Foi responsável por permitir que os demônios entrassem no mundo dos humanos e quase levou o mundo à beira do inferno, até que a primeira caçadora de demônios, Haruka Mano, o derrotasse e o aprisionasse. A cada geração, Tokima consegue libertar-se, apenas para ser derrotado e preso novamente, por aquela geração de caçadoras de demônios. Ele não é só extremamente poderoso, como também é extremamente inteligente e esperto.
Chiaki Mano
Irmã gêmea de Madoka Mano e avó de Ayako Mano. Chiaki competiu com Madoka para ver qual das duas manteria o título de 107ª Caçadora de Demônios. Chiaki perdeu para a sua irmã e, por isso, cresceu com mágoa de Madoka e deixou a casa da família, roubando o Chicote da Destruição no processo. Agora treina Ayako e Azusa 2 para derrotar a 108ª Caçadora de Demônios, Yohko Mano, para provar que Ayako é a verdadeira 108ª Caçadora de Demônios.
Ayako Mano
- Vozes por: Aya Hisakawa (em japonês);

Neta de Chiaki Mano e prima de Yohko Mano. Foi treinada por Chiaki Mano para derrotar Yohko e tornar-se a verdadeira 108ª Caçadora de Demônios. Ayako tem uma aparência muito semelhante a de Yohko, aparentando ser sua irmã gêmea. No entanto, Ayako tem cabelo mais claro e os olhos são um pouco mais estreitos do que os de Yohko, e seu uniforme de Caçadora de Demônios é preto, não vermelho. É a portadora do Chicote da Destruição, que usa em seu pleno potencial. Juntamente com Azusa 2, tinha planejado tomar o título de Caçadora de Demônios de Yohko e de reivindicá-lo para ela. No entanto, elas juntaram forças para lutar contra um demônio muito poderoso, um demônio que Ayako acidentalmente libertou, o que temporariamente abalou sua confiança. Posteriormente, Ayako decidiu que precisava de mais treino e saiu para melhorar-se, convivendo com sua prima situações mais amáveis.
Azusa 2
Aprendiz de Ayako Mano. Parece-se muito com Azusa Kanzaki. Uma vez que ela nunca mencionou seu nome real, Madoka a chama de "Azusa 2". É muito parecida com Azusa, tanto na aparência quanto na habilidade, o que significa que ela também é um pouco atrapalhada às vezes e não muito hábil na luta. Parece não ter experiência em combate, embora não seja muito diferente em relação a Azusa Kanzaki.

## Videogames
A série foi adaptada para um número de videogames pela Masaya (uma divisão da NCS Corporation); Mamono Hunter Yohko: Makai Kara no Tenkosei para o Sega Mega Drive, Mamono Hunter Yohko: Distant Voice e Mamono Hunter Yohko: Exchange Student para o PC Engine.